# Pyrrhoglossum
Pyrrhoglossum là một chi nấm trong họ Cortinariaceae. Chi này phân bố rộng rãi đặc biệt ở các vùng nhiệt đới, và chứa 11 loài. Loài này được miêu tả by American nhà nấm học Rolf Singer năm 1944.

## Các loài
- Pyrrhoglossum ferruginatum
- Pyrrhoglossum hepatizon
- Pyrrhoglossum holocrocinum
- Pyrrhoglossum lilaceipes
- Pyrrhoglossum macrosporum
- Pyrrhoglossum pyrrhum
- Pyrrhoglossum recedens
- Pyrrhoglossum stipitatum
- Pyrrhoglossum subpurpureum
- Pyrrhoglossum viriditinctum
- Pyrrhoglossum yunnanense